# Osán
Osán es una localidad española perteneciente al municipio de Sabiñánigo, en el Alto Gállego, provincia de Huesca, Aragón.

## Demografía
Perteneció al municipio histórico de Sardas hasta la integración de este en el de Sabiñánigo, en 1951.